# Alenka Godec

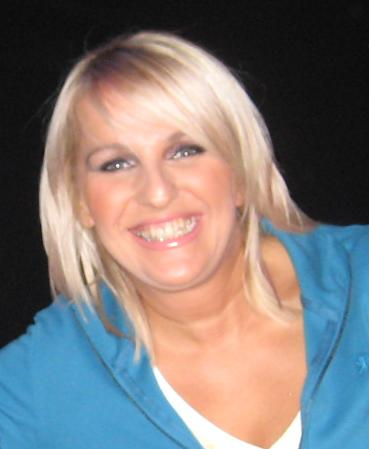
Alenka Godec.

Alenka Godec (née le 5 novembre 1964 à Ljubljana) est une célèbre chanteuse slovène de jazz et de musique Pop. 

## Discographie
| Année | Album                                           |
| ----- | ----------------------------------------------- |
| 1992  | Tvoja                                           |
| 1995  | Prebujena                                       |
| 1997  | Čas zaceli rane                                 |
| 2000  | Vse ob pravem času                              |
| 2002  | V meni je moč                                   |
| 2005  | Mesto sanj                                      |
| 2008  | So najlepše pesmi že napisane                   |
| 2009  | So najlepše pesmi že napisane (special edition) |
| 2014  | S kotički ust navzgor                           |